# شب مکافات
شب مکافات فیلمی به کارگردانی فرامرز باصری و نویسندگی محمود قنبری محصول سال ۱۳۶۳ است.

## خلاصه داستان
بازپرس احسانی فر با دست بردن در پرونده‌ای ماجرایی یک قتل عمد را تبدیل به خودکشی می‌کند…

## بازیگران
- مصطفی طاری
- کاظم بلوچی
- جلیل فرجاد
- مرضیه لشگری
- نعمت افشاریان
- عباس نوذری
- آتش تقی‌پور
- منصور عرب‌باصری
- رضا بنفشه‌خواه
- علی اصغر مهرجویی
- مرتضی افشانی
- حسین دانش‌نژاد
- تقی نقی‌زاده
- رحیم شاه مرادخانی
- حسین قائم پناه
- خلیل حقانی
- فریبا متخصص
- افسر اسدی
- غلامحسین عبدالرسولی
- علی فخرایی
- رضا حاج‌رضاییان
- اکبر اروندی
- مرتضی خطیب
- عادل مسلط
- حسین صالح‌دوست
- قاسم رئیسی
- تقی بلورچیان
- نعمت پورشیرازی
- سیدمهدی مجد
- کیومرث بقایی
- محمدرضا افضلی
- حسن افشاری
- علی اصغر کلانتری
- افشین عطایی
- احمد اشرفی
- منوچهر فراز
- جمشید محمدپور
- ابراهیم محمدی
- جهانگیر مژده سندسی
- اکبر گلایلی
- علی کولکانی
- فرهاد کندی
- ابوالفتح محمدزاده
- فریدون سلیمی
- کیومرث میرهادی
- مهین افشارطوس
- هومن شمس‌آرام
- مهران یاسری
- حسن فلاح
- فرشاد اصغری
- مهرداد صباحی
- انوش اسماعیلی